# Lichtscheider Höhenrücken
Der Lichtscheider Höhenrücken ist laut dem Handbuch der naturräumlichen Gliederung Deutschlands eine kleinteilige Naturräumliche Einheit mit der Ordnungsnummer 338.05 auf dem Stadtgebiet von Wuppertal und gehört zu dem übergeordneten Naturraum Bergische Hochflächen (338).
Der nach der dominierenden Erhebung Lichtscheid benannte Höhenzug ist in die Naturräumlichen Einheiten Lichtscheider Höhenrücken i.e.S. (im engeren Sinne) (338.050) und Burgholzberge (338.051) gegliedert.  